# Gilson do Amaral
Gilson do Amaral (født 4. april 1984) er en brasiliansk fodboldspiller.